# Kjøbenhavns Boldklub
Kjøbenhavns Boldklub sau KB este un club sportiv din Copenhaga. Echipa de fotbal din cadrul clubului a câștigat de cincisprezece ori Prima Divizie Daneză, în anii 1913, 1914, 1917, 1918, 1922, 1925, 1932, 1940, 1948, 1949, 1950, 1953, 1968, 1974 și 1980.

## Legături externe
- Site oficial